# 伊达治一郎
伊達治一郎（日语：／ Date Jiichiro，1952年1月6日—2018年2月20日），日本男子摔跤运动员。他曾代表日本参加1972年和1976年夏季奥林匹克运动会摔跤比赛，其中1976年奥运会获得一枚金牌。